# Универзитет у Сарајеву
Универзитет у Сарајеву је државни универзитет који се налази у Сарајеву. Највећи је и најстарији универзитет у Босни и Херцеговини, пратећи своје првобитно порекло од 1537. године као исламска медреса. Током рата у Босни и Херцеговини, Срби га напуштају и оснивају сопствени Универзитет у Источном Сарајеву.
Са 20 факултета, три академије и три теолошка факултета, као и са 22.147 уписаних студената од 2022. године, сврстава се међу највеће универзитете на Балкану по броју уписаних. Од оснивања 1949. године, укупно 122.000 студената стекло је дипломе првоступника, 3.891 магистрирао и 2.284 докторирао у 45 различитих области. Данас се сматра најпрестижнијим универзитетом у Босни и Херцеговини и запошљава више од хиљаду професора.

## Историја
Претходник Универзитета у Сарајеву је био османски институт за високо образовање који је датирао из 16. века. Називао се Османска медреса у Сарајеву и био је верска школа наставе исламског права, призната од стране универзитета у оквиру Османског царства и исламског света. У средњем веку су постојале само ове врсте образовних институција у Европи. Због релативне стагнације Босне под каснијом османском владавином, Медреса у Сарајеву је изгубила свој статус крајем 19. века под утицајем Аустроуграске.
Модерна историја Универзитета у Сарајеву је почела са стварањем првих секуларних факултета пре Другог светског рата, као и током рата. Медицински факултет је поново отворен 1946. године, а 1948. факултети пољопривреде и шумарства су обновљени.
У 1949. години технолошки факултет је отворен. Са отварањем Филозофског факултета (1950) и Економског факултета (1952) почетна фаза стварања Универзитета у Сарајеву је завршена.
Друга фаза развоја (1955—69) карактерише афирмацију универзитета и отварање нових високошколских установа. Још један значајан успех је организација и почетак постдипломских студија на универзитету.
Трећа фаза (1970—82) дефинисана је институцијама високог образовања, које су отворене на универзитету, научном промоцијом универзитета и његових ангажовања и напртка на међународном академском плану. Универзитет је допринео директно и индиректно стварању нових универзитета у Бања Луци, Мостару и Тузли.
Четврта фаза (1982—92) окарактерисана је поделом научне делатности универзитета и формирањем научно-истраживачких институција ван ње. То је донело значајну штету Универзитету у Сарајеву, јер је повезаност универзитетског образовања и научног истраживања била у опасности. То је довело до смањења квалитета образовања и технолошке стагнације универзитета. Неконтролисани пријем великог броја студената је довео до знатно ниже ефикасности студија и хипер-производње особља у неким сферама образовања.
Пета фаза (1992—95) била је обележена уништењем постројења и опреме универзитета, изазване Ратом у Босни и Херцеговини и опсадом Сарајева.
Почетком 1996. године Универзитет у Сарајеву је ушао у фазу послератне физичке и академске обнове и реконструкције. Физичка обнова је усмерена на реконструкцију и обнову порушених објеката, замену уништене образовне и научне опреме и реновирање студентских домова. Значајни резултати су постигнути на овом пољу и услови за побољшање квалитета стурдирања су формирани у одређеним областима. Међутим, без обзира на бројне реконструкционе пројекте, Универзитет у Сарајеву до сада није достигао пуни предратни потенцијал. Квалитет и број студентских домова и даље знатно испод потребног, а пошто би услови за рад могали да буду много бољи, наставника, такође, није довољно. Поред тога, рат је изазвао раскол, чак и међу научницима и многи који су радили на универзитету пре рата нису наставили да раде после.
Процес обнове и реконструкције универзитета је подржан од стране Европске асоцијације универзитета, Савета Европе, Европске Унија , као и низа међународних организација и институција укључених у сфери високог образовања. Универзитета у Сарајеву се удружио са више од 120 универзитета у Европи, САД, Канади и на Блиском истоку.

## Организација
У састав универзитета улази 31 установа, све подељене на 6 академских група, и још низ других програма:
- Школа економије и бизниса у Сарајеву
- Академија ликовних уметности у Сарајеву
- Академија сценских уметности у Сарајеву
- Архитектонски факултет
- Електротехнички факултет
- Факултет за криминалистику
- Факултет политичких наука у Сарајеву
- Факултет спорта и физичког васпитања
- Факултет за саобраћај и комуникације
- Фармацеутски факултет
- Филозофски факултет
- Факултет грађевинарства
- Факултет за машинство
- Медицински факултет
- Музичка академија
- Педагошки факултет
- Факултет пољопривреде
- Правни факултет
- Природно-математички факултет
- Факултет стоматологије
- Факултет шумарства

Повезани чланови:
- Факултет исламских наука
- Католички богословни факултет
- Факултет за државну управу
- Институт за историју
- Институт за истраживање злочина против човечности и међународног права
- Институт за генетски инжењеринг и биотехнологију
- Институт за оријенталне науке
- Студентски центар Сарајево

## Ректори
- Васо Бутозан 1949-1950, 1952-1956
- Драго Крндија 1950-1952
- Едхем Чамо 1956-1960
- Александар Трумић 1960-1965
- Фазли Аликалфић 1965-1969
- Хамдија Чемерлић 1969-1972
- Здравко Бесаровић 1972-1977
- Ариф Тановић 1977-1981
- Божидар Матић 1981-1985
- Љубомир Берберовић 1985-1988
- Ненад Кецмановић 1988-1991
- Јусуф Мулић 1991-1993
- Фарук Селесковић 1993-1995
- Неџад Мулабеговић 1995-2000
- Борис Тихи 2000-2004
- Хасан Муратовић 2004-2006
- Фарук Чакловица 2006-2012
- Мухарем Авдиспахић 2012-2016
- Рифат Шкријељ 2016-2024
- Тарик Заимовић 2024-

## Познати алумни
- Абдулах Сидран, босанскохерцеговачки писац и песник
- Адемир Кеновић, босанскохерцеговачки филмски режисер, продуцент и професор кинематографије
- Алија Изетбеговић, бивши члан Председништва Босне и Херцеговине
- Бакир Изетбеговић, члан Председништва Босне и Херцеговине
- Бранко Ђурић, босанскохерцеговачки глумац
- Фуад Бацковић, босанскохерцеговачки поп певач
- Едвин Канка Ћудић, босанскохерцеговачки активиста за заштиту људских права
- Ивица Осим, бивши тренер Фудбалске репрезентације Југославије и Фудбалске репрезентације Јапана
- Јасмила Жбанић, филмски редитељ
- Корнелије Ковач, српски композитор
- Миљенко Јерговић, босанскохерцеговачки и хрватски писац
- Неда Украден, фолк певачица
- Ненад Ђорђевић, професионални виолиниста и приватни учитељ
- Никола Шпирић, бивши председавајући Савета министара Босне и Херцеговине
- Расим Љајић, политичар
- Сафет Исовић, истакнути босанскохерцеговачки певач
- Сенад Башић, босанскохерцеговачки глумац
- Сулејман Тихић, бивши члан Председништва Босне и Херцеговине
- Владо Правдић, босанскохерцеговачки оргуљаш
- Здравко Чолић, поп певач
- Жељко Комшић, бивши члан Председништва Босне и Херцеговине
- Живко Радишић, бивши члан Председништва Босне и Херцеговине
- Златко Лагумџија, бивши председавајући Савета министара Босне и Херцеговине

## Познати професори и истраживачи
- Ејуп Ганић, бивши премијер Федерације Босне и Херцеговине
- Хамдија Поздерац, председник Председништва СР Босне и Херцеговине од 1971. до 1974
- Харис Силајџић, бивши члан Председништва Босне и Херцеговине
- Златко Лагумџија, бивши председавајући Савета министара Босне и Херцеговине
- Данис Тановић, редитељ